# Monte Timogno
Il monte Timogno è una montagna di 2096 metri delle Prealpi Bergamasche Orientali in provincia di Bergamo, Lombardia in Italia.
È facilmente raggiungibile dal rifugio Vodala (a sua volta raggiungibile in seggiovia).
È possibile effettuare un gito ad anello tra le tre Cime Timogno, Benfit e Avert per poi ritornare al parcheggio degli spiazzi di Gromo.

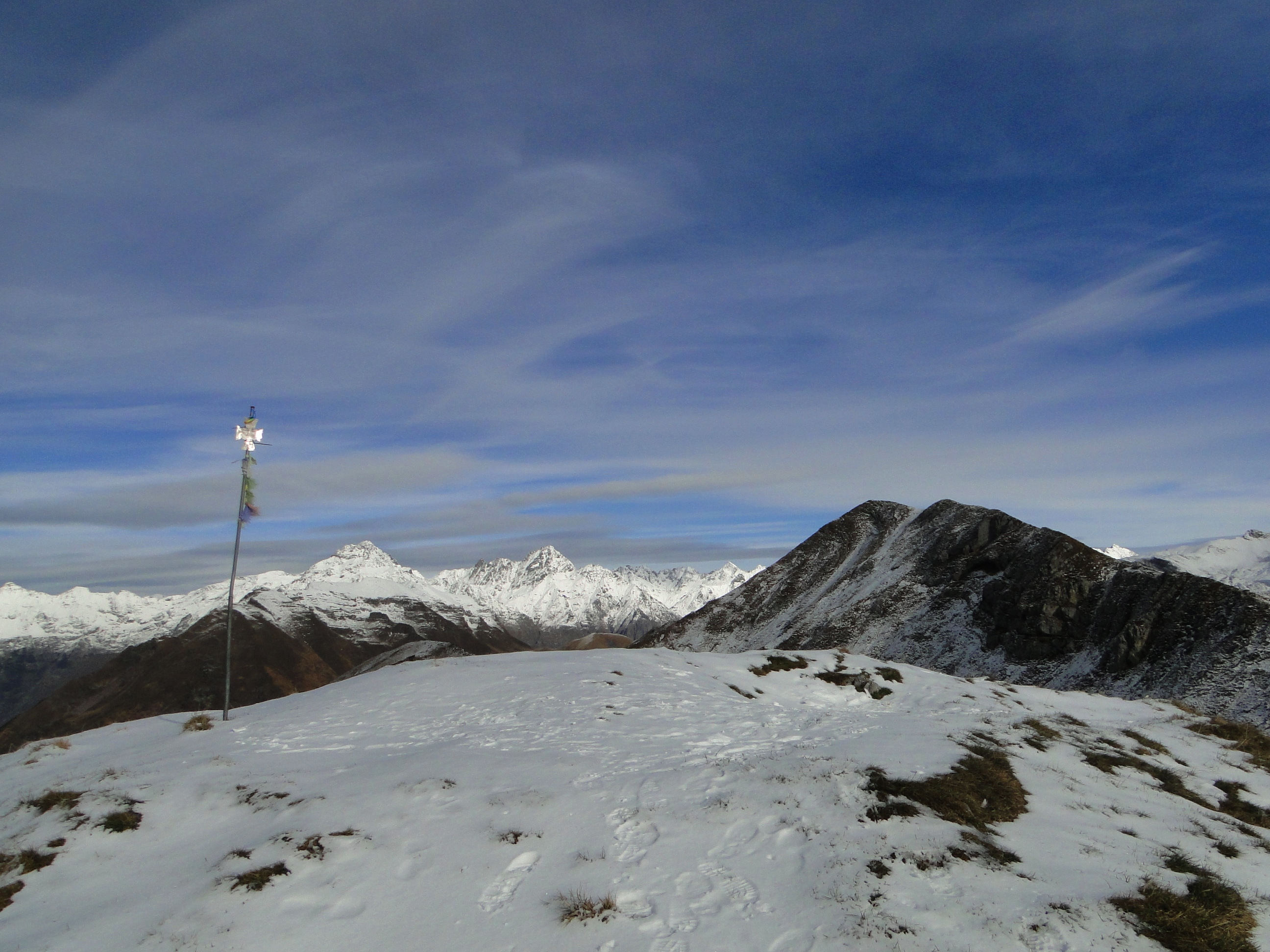
La vetta con vista sul Benfit